# Ficus robusta
Ficus robusta är en mullbärsväxtart som beskrevs av Edred John Henry Corner. Ficus robusta ingår i släktet fikonsläktet, och familjen mullbärsväxter. Inga underarter finns listade i Catalogue of Life.